# François Lescot
François Lescot était un pilote automobile français sur circuits et de la montagne.

## Biographie
"Lescot" fut le premier pilote à monter sur un podium au Circuit de Reims-Gueux, alors sous l'égide de l'Automobile Club de Champagne, après sa victoire au deuxième GP de la Marne.
Pour le journaliste François Jolly, il ne s'agirait d'autre que du pseudonyme de l'industriel Jean Lebaudy.

## Palmarès
Grand Prix:

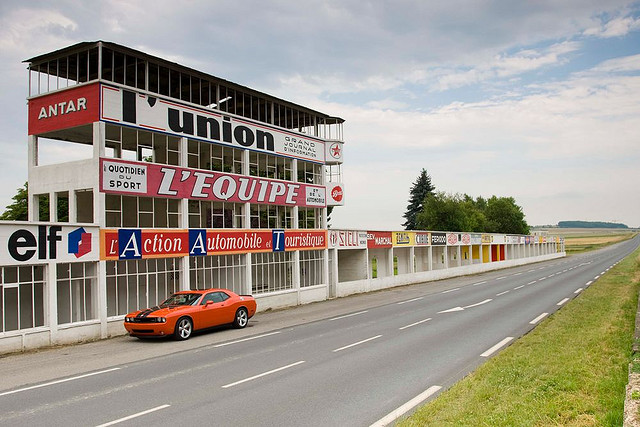
La tribune classée de Reims-Gueux.

- Grand Prix de la Marne en 1926, sur Bugatti Type 35 (2e édition et première à Reims-Gueux, la précédente ayant eu lieu en 1926 à quelques kilomètres, à Beine-Nauroy; également meilleur temps en course) ;
  - 2e du Grand Prix de l'Ouverture en 1927, sur Bugatti 37A (à Montlhéry);

Courses de côte:

- Limonest - Mont Verdun en 1921, sur Bugatti 1.4L. (9e édition)[3];
- Torigni (Saint-Lô) en 1926, sur Bugatti 2L.;
- Alouette (Tours) en 1926, sur Bugatti 2L.;
- Monrepos (Bordeaux) en 1926, sur Bugatti 2L..